# Ennomos aurantiaca
Ennomos aurantiaca là một loài bướm đêm trong họ Geometridae.